# Nakajima E4N
O Nakajima E4N foi um hidroavião de reconhecimento aéreo lançado, a partir de um sistema de catapultas, de navios de guerra Japoneses durante os anos 30, Segunda Guerra Sino-Japonesa e da Segunda Guerra Mundial(em menor escala). Era um biplano biposto com um motor, assim como flutuadores.

## Especificações (E4N)
Dados de: Japanese Aircraft 1910-1941
Descrições gerais
- Tripulação: 2 Piloto e observador
- Comprimento: 8,87 m (29 ft)
- Envergadura: 10,98 m (36 ft)
- Altura: 3,97 m (13 ft)
- Área alar: 29,7 m² (320 ft²)
- Peso vazio: 1 252 kg (2 760 lb)
- Peso bruto (carregado): 1 800 kg (3 970 lb)

Motorização
- Número de motores: 1x
- Tipo do motor: Motor radial a pistão de 9 cilindros
- Fabricante/modelo: Nakajima Kotobuki 2
- Potência por motor: 580 hp (433 kW)

Performance
- Velocidade máxima: 232 km/h (144 mph)
- Velocidade de cruzeiro (Mach): 148 Ma
- Velocidade total em Nó: 162 kn (300 km/h)
- Alcance: 1 019 km (633 mi)
- Tecto de serviço: 5 740 m (18 800 ft)
- Carga alar: 60.7 kg/m²

Armamentos
- Metralhadoras/canhões: 1 x metralhadora fixa de calibre 7,7 mm (0,303 in) e 1 x metralhadora móvel de calibre 7,7 mm (0,303 in)
- Bombas: 2 x bombas de 30 kg (66,1 lb)